# Gradius (серия игр)
Gradius — серия видеоигр в жанре горизонтального скролл-шутера, разработанная компанией Konami. Первая игра серии, Gradius, была выпущена в 1985 году в виде аркадного игрового автомата. Впоследствии она была портирована на множество домашних игровых систем, а также получила ряд продолжений, спин-оффов и переизданий.
Согласно информации в игре Gradius Galaxies, вступительном ролике Gradius Generaton и на дополнительном диске Gradius Breakdown, входившим в комплект с Gradius V, в состав серии также входит игра Scramble, вышедшая в 1981 году и являющаяся самой ранней игрой серии. Однако, в вышедшей в 2006 году книге Gradius Portable эта информация не подтверждается, игра Scramble указана там только как часть истории скролл-шутеров Konami.

## Игровой процесс
Игрок управляет космическим кораблём. Большинство игр серии используют вид сбоку и горизонтальную прокрутку, однако в некоторых играх присутствуют уровни с видом сверху и вертикальной прокруткой.
Особенностью игрового процесса, сохраняющейся во всех играх серии, является система призов, дающих улучшение оружия. На экране присутствует список всех доступных улучшений. При уничтожении групп противников остаются специальные призы, при взятии которых указатель текущего улучшения продвигается по списку. По нажатию кнопки текущее улучшение может быть получено игроком, при этом указатель возвращается к началу списка.
Аналогичная система призов впоследствии была использована в играх Contra Force (Konami, 1992), Slap Fight (Toaplan, 1986) и Cobra Triangle (Rare, 1989).

## Игры серии
- Gradius (1985)
- Salamander (1986)
- Gradius 2 (1987)
- Gofer no Yabō Episode II (1988)
- Life Force (1988)
- Gradius II (1988)
- Gradius III (1989)
- Nemesis (1990)
- Gradius: The Interstellar Assault (1991)
- Salamander 2 (1996)
- Gradius Gaiden (1997)
- Solar Assault (1997)
- Gradius IV Fukkatsu (1999)
- Gradius Galaxies (2001)
- Gradius Generation (2002)
- Gradius Neo (2004)
- Gradius V (2004)
- Gradius Neo Imperial (2005)
- Gradius Collection (2006)
- Gradius ReBirth (2008)
- Salamander III (2025)

## Спин-оффы
- Parodius (1988-1997) — серия игр, разработанных Konami, пародирующая Gradius и другие игры компании
- Otomedius (2007)